# BBC 뉴스 (텔레비전 채널)
BBC 뉴스(BBC News)는 1995년 1월 26일에 설립된 BBC의 국제 뉴스 전문 텔레비전 채널이다.

## 개요
1927년에 개국한 국제 단파 라디오 방송인 BBC 월드 서비스와 분리된 별도의 TV 채널로서 명칭이 "BBC 월드 서비스 텔레비전(BBC World Service Television)"이었다. 1995년 1월 26일부터 명칭을 "BBC 월드"로 변경했는데, 그 계기가 된 사건은 걸프 전쟁이었다. 걸프 전쟁 도중 이라크 정부는 CNN에게 취재를 허가해 주었으나, BBC에게는 취재를 불허했다. BBC는 국제 규모의 텔레비전 방송이 없어서 취재 허가를 받지 못했다고 판단하고 재정을 광고 수입으로 충당하는 국제 텔레비전 방송인 "BBC 월드"를 설립하였다. 정각을 1분 앞두고 카운트다운을 방영하는 것으로 유명하며, 2008년 4월 21일부터 "BBC 월드 뉴스"로 명칭을 변경했다. 이후 2023년부터 "BBC 뉴스"로 명칭을 변경했다.

## 방송 현황

### 대한민국
스카이라이프와 지니 TV, SK B tv, U+tv G를 통해 재송신 중이며, 일부 지역에서는 케이블TV를 통해서도 시청이 가능하다.

## 로고

1997년부터 2008년까지 사용한 로고.
2008년부터 2019년까지 사용한 로고.
2019년부터 2022년까지 사용한 로고.
2022년부터 현재 사용하고 있는 로고.

## 같이 보기
- BBC
- BBC 월드 서비스